# Грувер (Ајова)
Грувер (енгл. Gruver) град је у америчкој савезној држави Ајова. По попису становништва из 2010. у њему је живело 94 становника.

## Демографија
Према попису становништва из 2010. у граду је живело 94 становника, што је -12 (-11.3%) становника више него 2000. године.
| Група             | 2000.       | 2010.      |
| Белци             | 103 (97,2%) | 91 (96,8%) |
| Афроамериканци    | 0 (0,0%)    | 2 (2,1%)   |
| Азијати           | 0 (0,0%)    | 0 (0,0%)   |
| Хиспаноамериканци | 3 (2,8%)    | 1 (1,1%)   |
| Укупно            | 106         | 94         |